# Hans Ziemer
Hans Ziemer (* 13. Mai 1920 in Weimar; † 28. Juli 1987 in Osnabrück) war ein niedersächsischer Politiker und Abgeordneter im Landtag von Niedersachsen für die CDU.

## Leben
Bereits 1931 wurde Ziemer Mitglied der Hitlerjugend. Nach dem Abschluss der Volksschule besuchte er eine Aufbauschule und erreichte dort 1938 seine Hochschulreife. Im Zweiten Weltkrieg diente er bei der Luftnachrichtentruppe und war Teilnehmer am Krieg in Norwegen, Nordafrika und in der Sowjetunion. Er erreichte den Dienstgrad Leutnant und war zuletzt Kompaniechef bei der „Fallschirmtruppe“ in Holland. Nach einer schweren Verwundung geriet er dort in Kriegsgefangenschaft. Seit Juni 1944 gehörte er der NSDAP an.
Nach der Rückkehr nach Deutschland war er als Jugendpfleger in verschiedenen Jugendheimen Niedersachsens tätig und anschließend längere Zeit als Metallarbeiter.
1950 wurde er hauptamtlicher Arbeitersekretär der Katholischen Arbeiterbewegung in der Diözese Hildesheim, bis er im Januar 1963 dort Referent für Erwachsenenbildung wurde.
Ziemer war Mitglied des Niedersächsischen Landtages in der 3. bis 5. Wahlperiode vom 6. Mai 1955 bis zum 5. Juni 1967. Bis zum Mai 1959 gehörte er der DP/CDU-Fraktion an; vom 26. Juni 1963 bis zum 5. Juni 1967 war er Vorsitzender des Landtagsausschusses für Sozialangelegenheiten.
Ziemer war verheiratet und hatte fünf Kinder.